# Municipio de Viesīte
El municipio de Viesītes (en Letón: Viesītes novads) es uno de los ciento diez municipios de Letonia, que abarca una pequeña porción del territorio de dicho país báltico. Fue creado durante el año 2009 después de una reorganización territorial. La ciudad capital es la ciudad de Viesīte.

## Ciudades y zonas rurales
- Elkšņu pagasts (zona rural)
- Rites pagasts (zona rural)
- Saukas pagasts (zona rural)
- Viesīte (ciudad y zona rural)

## Población y territorio
Su población se encuentra compuesta por un total de 4.705 personas (2009). La superficie de este municipio abarca una extensión de territorio de unos 650,5 kilómetros cuadrados. La densidad poblacional es de 7,23 habitantes por cada kilómetro cuadrado.